# Prensa Latina

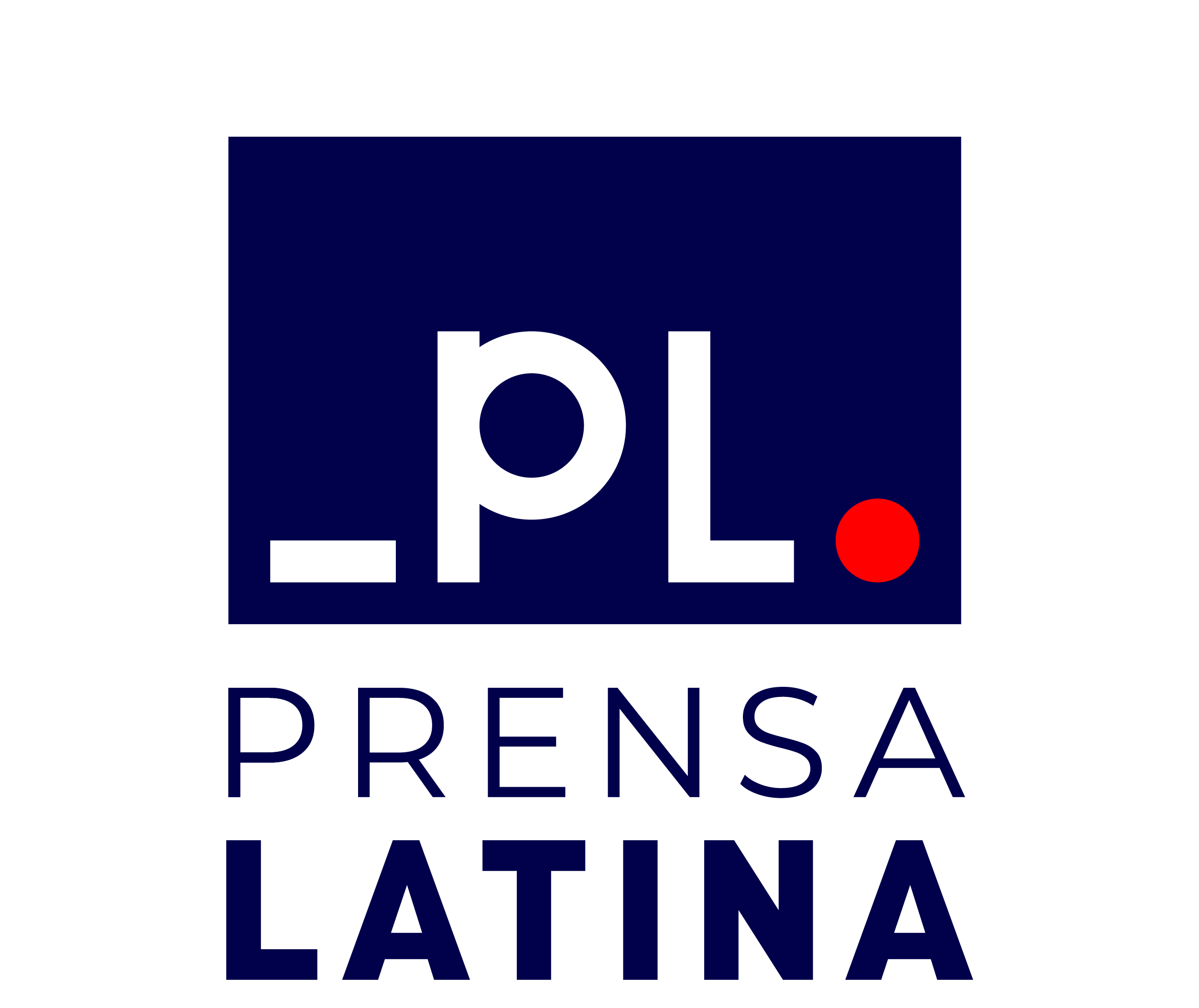
Logo agentury Prensa Latina

Prensa Latina je regionální vládní zpravodajská agentura s hlavním sídlem na Kubě. Oficiální název zní Latinskoamerická zpravodajská agentura. Byla založena 16. června 1959 v Havaně. Její působnost se vztahuje na celou oblast Jižní Ameriky. Celkem má 32 poboček v cizích zemích.